# 1ª Divisione CC.NN. "23 marzo"
La 1ª Divisione CC.NN. "23 marzo" era una divisione italiana della Milizia Volontaria per la Sicurezza Nazionale (MVSN), che fu impiegata nelle prime fasi della Campagna del Nordafrica. Venne distrutta nel gennaio 1941 nell'ambito dell'Operazione Compass.
Il nome "23 marzo" venne dato in onore della fondazione dei Fasci italiani di combattimento, avvenuta appunto il 23 marzo 1919.

## Storia
La 23 marzo venne costituita nel 1935, ed inviata successivamente in Abissinia, Eritrea e Libia. Inquadrata nel III Corpo d'armata comandata dal gen. Ettore Bastico, mise per prima la bandiera sull'altopiano di Amba Aradam nel febbraio del 1936.
Nella guerra civile spagnola il Raggruppamento Fanteria CC.NN. "XXIII Marzo", costituito nel gennaio 1937, nell'ottobre 1937 fu riorganizzato come "Divisione CCNN XXIII Marzo", che l'anno successivo fu aggregata con la divisione "Fiamme Nere", per costituire la Divisione CCNN "XXIII Marzo Fiamme Nere".
Ricostituita nella seconda guerra mondiale, prese parte all'invasione italiana dell'Egitto, spingendosi fino alla località di Sidi el Barrani. Rimasta coinvolta nella controffensiva britannica, l'unità si trincerò a Bardia, dove fu annientata all'inizio del 1941.

### Il Raggruppamento
Lo stato maggiore della MVSN decise nel 1942 di ricostituire il "Raggruppamento CC.NN. 23 marzo" per operare sul fronte orientale germano-sovietico della campagna di Russia. Era composto da due gruppi di battaglioni, il "Valle Scrivia" e il ""Leonessa". Al comando fu inviato il luogotenente generale Enrico Francisci, poi dal Luogotenente generale Gino Martinesi. Combatté sulla riva destra del Don.

## Ordine di battaglia del 1935
- 135ª Legione CC.NN. "Indomita" (La Spezia)
  - CXXXV Battaglione CC.NN. (La Spezia)
  - CLXXXVIII Battaglione CC.NN. (Volterra)
  - 135ª Compagnia mitraglieri CC.NN. (Torino)
  - 135ª Batteria sommeggiata CC.NN./8ª Legione DICAT (Roma)
- 192ª Legione CC.NN. "Francesco Ferrucci" (Firenze)
  - CXCII Battaglione CC.NN. (Firenze)
  - CXC Battaglione CC.NN. (Firenze)
  - 192ª Compagnia mitraglieri CC.NN. (Empoli)
  - 192ª Batteria sommeggiata CC.NN. (Firenze)
  - 192ª Sezione lanciafiamme (Firenze)
- 202ª Legione CC.NN. "Cacciatori del Tevere" (Perugia)
  - CCII Battaglione CC.NN (Perugia)
  - CCIV Battaglione CC.NN. (Terni)
  - 202ª Compagnia mitraglieri CC.NN. (Arezzo)
  - 202ª Sezione lanciafiamme (Pisa)
  - 202ª Batteria sommeggiata CC.NN./8ª Legione DICAT (Roma)
- 2 battaglioni complementi CC.NN.
- 1º Battaglione mitraglieri CC.NN. (Pisa)
- 1º gruppo da cannoni 65/17/10º Reggimento artiglieria divisionale (Regio Esercito)
- 1ª compagnia speciale mista Genio (CC.NN. e Regio Esercito)
- 1 sezione CC.RR. (Firenze)
- Ufficio Commissariato
- 1ª Sezione Sanità (Firenze)
- 1ª Sezione Sussistenza (Firenze)
- 1º Autoreparto misto (CC.NN. e R.E.)
- 1º Reparto salmerie divisionali

## Ordine di Battaglia del 1940
- Comando divisionale
- 219ª Legione CC.NN.
  - CXIV Battaglione CC.NN. "G. Veroli" (Tivoli)
  - CXVIII Battaglione CC.NN. "Volsca" (Velletri)
  - CXIX Battaglione CC.NN. "N. Ricciotti" (Frosinone)
- 233ª Legione CC.NN.(comandante - console Niccolò Nicchiarelli)
  - CXXIX Battaglione CC.NN. "Adriatica" (Pescara)
  - CXXXIII Battaglione CC.NN. "Lupi del Matese" (Campobasso)
  - CXLVIII Battaglione CC.NN. "Tavoliere (Foggia)
- 201º Reggimento artiglieria
  - I Gruppo
  - II Gruppo
  - III Gruppo
- XLI Battaglione carri leggeri
- 201º Battaglione CC.NN. mitragliatrici
- 201º Battaglione misto genio
- una batteria di cannoni d'accompagnamento da 65/17
- una compagnia CC.NN. anticarro da 47/32
- 1 compagnia mortai
- Servizi divisionali

Occorre considerare che le unità del genio militare ed il reggimento di artiglieria erano forniti dal Regio Esercito.

## Ordine di Battaglia del 1942
- Comando Raggruppamento
- Gruppo Battaglioni CC.NN. "Valle Scrivia" 
  - V Battaglione CC.NN. d'assalto "Tortona"
  - XXXIV Battaglione CC.NN. d'assalto "Savona"
  - XLI Battaglione CC.NN. e armi d'accompagnamento "Trento"
- Gruppo Battaglioni CC.NN. "Leonessa" 
  - XIV Battaglione CC.NN. d'assalto "Bergamo"
  - XV Battaglione CC.NN. d'assalto "Brescia"
  - XXXVIII Battaglione CC.NN. armi d'accompagnamento "Asti

## Comandanti
- Gen. D. Ettore Bastico (1935)
- Gen. D. SAR Filiberto di Savoia-Genova (1935-1936)
- Lgt. Gen. Francesco Antonelli[3]